# 165. østlige længdekreds
Den 165. østlige længdekreds (eller 165 grader østlig længde) er en længdekreds, der ligger 165 grader øst for nulmeridianen. Den løber gennem Ishavet, Asien, Stillehavet, det Sydlige Ishav og Antarktis.